# Мэй Ланьфан (фильм)
Мэй Ланьфан (кит. трад. 梅蘭芳, упр. 梅兰芳, пиньинь Méi Lánfāng) — китайский фильм-биография об известном актере Пекинской оперы Мэй Ланьфане. Фильм вышел в прокат 5 декабря 2008 года. Режиссёр — Чэнь Кайгэ. 
В 2009 году фильм был номинирован на премию «Золотой медведь» Берлинского кинофестиваля.

## Синопсис
Фильм основан на биографическом произведении «Мой отец Мэй Ланьфан», написанном Мэй Шаоу. 
Несколько главных персонажей, таких как Цю Жубай, Шисань Янь и Рюити Танака, являются вымышленными. Цю Жубай является всесторонним собирательным образом из «Партии Мэй». Прототипом Шисань Яня послужил Тань Синьпэй.
Повествование в фильме в основном условно делится на три части: соперничество между Мэй Ланьфаном, который прославился в подростковом возрасте, и его наставником Шисань Янем; эмоциональная связь между Мэй Ланьфаном и Мэн Сяодун; различные события и переживания Мэй Ланьфана во время Японо-китайской войны.

## В ролях
- Юй Шаоцюнь — молодой Мэй Ланьфан
- Леон Лай — Мэй Ланьфан
- Ван Сюэци — Шисань Янь, ветеран китайской оперы
- Сунь Хунлэй — Цю Жубай, китайский теоретик театра, поклонник Мэй Ланьфана
- Чэнь Хун — Фу Чжифан, жена Мэй Ланьфана
- Чжан Цзыи — Мэн Сяодун, любовница Мэй Ланьфана
- Андо Масанобу —  Рюити Танака, японский армейский офицер, увлеченный Пекинской оперой, друг Мэй Ланьфана.
- Пань Юэмин — Чжу Хуэйфан, артист китайской оперы

## Награды[1]
- Asian Film Awards (Гонконг, 2009): лучший дебют исполнителя — Юй Шаоцюнь.
- Золотая лошадь (Тайвань, 2009): лучший дебют исполнителя — Юй Шаоцюнь; лучший актер второго плана — Чжан Цзыи.
- Золотой феникс (Китай, 2009): лучший дебют исполнителя — Юй Шаоцюнь.
- Золотой петух (Китай, 2009): лучший фильм; лучший актер второго плана — Ван Сюэци.